# Percy Scawen Wyndham
Percy Scawen Wyndham (30 gennaio 1835 – 13 marzo 1911) è stato un politico e ufficiale inglese.

## Biografia
Wyndham era il figlio di George Wyndham, I barone Leconfield, e di sua moglie, Mary Fanny Blunt, figlia del reverendo William Blunt. Studiò all'Eton College. 

## Carriera
Ha prestato servizio nelle Coldstream Guards e ha raggiunto il grado di capitano. 
Nel 1860 Wyndham fu deputato come uno dei due rappresentanti di Cumberland West (succedendo a suo zio Sir Henry Wyndham), un seggio che mantenne fino al 1885. Fu anche vice luogotenente e giudice della pace per il Sussex. Fu proprietario di Pertwood (1877-1911) e membro del Wiltshire County Council e fu High Sheriff del Wiltshire nel 1896.

### Spiritualismo
Wyndham era uno spiritista che si interessava alla parapsicologia. Era un amico del medium Stainton Moses e membro della London Spiritualist Alliance.
Wyndham era uno dei primi membri della Society for Psychical Research. Nel 1884 partecipò a una seduta con il medium William Eglinton e fu colpito dal suo fenomeno di scrittura di lavagna.

## Matrimonio
Sposò, il 16 ottobre 1860, Madeline Campbell (?-8 marzo 1920), figlia di Sir Guy Campbell, I Baronetto. Ebbero cinque figli:
- Mary Constance Wyndham (3 agosto 1862-29 aprile 1937), sposò Hugo Charteris, XI conte di Wemyss, ebbero sette figli;
- George Wyndham (29 agosto 1863-8 giugno 1913), sposò Lady Sibell Lumley, ebbero un figlio;
- Guy Percy Wyndham (19 gennaio 1865-15 aprile 1941), sposò in prime nozze Edwina FitzPatrick, ebbero tre figli, e in seconde nozze Violet Lutetia Leverson, ebbero due figli;
- Madeline Pamela Constance Blanche Wyndham (?-31 luglio 1941), sposò Charles Adeane, ebbero sette figli;
- Pamela Adelaide Genevieve Wyndham (14 gennaio 1871-18 novembre 1928), sposò in prime nozze Edward Tennant, I barone Glenconner, ebbero sei figli, e in seconde nozze Edward Grey, I visconte Grey, non ebbero figli.